# Бабин, Николай Андреевич
Николай Андреевич Бабин (18 сентября 1944, Аромашево, Тюменская область — 3 июля 2021) — российский государственный деятель, председатель Государственной Думы Ямало-Ненецкого автономного округа, член Совета Федерации от Ямало-Ненецкого автономного округа.

## Биография
Родился 18 сентября 1944 года в селе Аромашево Тюменской области.
С 1959 г. в совхозе «Аромашевский» дояром, бригадиром животноводческого комплекса, заведующим фермой.
Окончил Тобольский зооветеринарный техникум (1969, с отличием) и Тюменский сельскохозяйственный институт по специальности «зооинженер» (1972, с красным дипломом).
- 1969—1972 мастер производственного обучения Тобольского зооветтехникума
- 1972—1977 инструктор, заведующий отделом рабочей и сельской молодёжи Тюменского обкома ВЛКСМ;
- 1977—1984 директор совхоза «Верхне-Пуровский» в посёлке Тарко-Сале;
- 1984—1994 директор совхоза «Байдарацкий» в посёлке Белоярск;
- 1994—1996 председатель Государственной Думы ЯНАО первого созыва.

Член Совета Федерации от Ямало-Ненецкого автономного округа с января по июнь 1996, председатель Государственной Думы Ямало-Ненецкого автономного округа. Член Комитета СФ по делам Севера и малочисленных народов, с февраля 1996 г. — член Комиссии СФ по Регламенту и парламентским процедурам.
С 1998 года председатель комитета по бюджету, налогам и финансам ямальского парламента. С января 2000-го председатель Счётной палаты ЯНАО, с апреля того же года — заместитель Губернатора ЯНАО по вопросам развития агропромышленного комплекса.
С 4 июля 2005 года директор Департамента по развитию агропромышленного комплекса.
Кандидат биологических наук.
Заслуженный работник сельского хозяйства Российской Федерации. Награждён орденом «Знак Почета», медалями «За трудовую доблесть», «За освоение недр и развитие нефтегазового комплекса», золотой медалью ВДНХ.
2014—2016 Депутат Тюменской областной Думы 5 созыва;
2016 — июль 2021 Депутат Тюменской областной Думы 6 созыва.